# Сен-Ришомон
Сен-Ришомо́н (фр. Sains-Richaumont) — коммуна на севере Франции, регион О-де-Франс, департамент Эна, округ Вервен, кантон Марль. Расположена в 32 км к северу от Лана и 33 км к востоку от Сен-Кантена, в 13 км от национальной автомагистрали N2.
Население (2018) — 1 050 человек.

## Достопримечательности
- Церковь Святого Мартина XII века в романском стиле, расширенная в 1884 году

## Население
Население коммуны на 2018 год составляло 1 050 человек.
| 1962 | 1968 | 1975 | 1982 | 1990 | 1999 | 2018 |
| ---- | ---- | ---- | ---- | ---- | ---- | ---- |
| 1216 | 1225 | 1183 | 1132 | 1053 | 951  | 1050 |

## Экономика
Уровень безработицы (2017) — 18,6 % (Франция в целом — 13,4 %, департамент Эна — 17,8 %). 

Среднегодовой доход на 1 человека, евро (2018) — 17 120 (Франция в целом — 21 730, департамент Эна — 19 690).
В 2010 году среди 599 человек трудоспособного возраста (15—64 лет) 402 были экономически активными, 197 — неактивными (показатель активности — 67,1 %, в 1999 году было 67,5 %). Из 402 активных жителей работали 322 человека (178 мужчин и 144 женщины), безработных было 80 (35 мужчин и 45 женщин). Среди 197 неактивных 55 человек были учениками или студентами, 65 — пенсионерами, 77 были неактивными по другим причинам.